# Мате Булев
Матей (Мате, Матея) Булев (на гръцки: Ματθαίος Μπούλες) е гръцки партизанин и деец на ВМРО (обединена).

## Биография
Роден е през 1904 година в леринското село Горно Върбени (Екши Су). Става член на ГКП през 1932 година. Влиза във ВМРО (обединена). Действа в района на Суровичка околия. След като в Гърция идва на власт диктаторът Метаксас Булев е интерниран на остров Хиос. След избухването на Втората световна война влиза в ЕЛАС. След войната служи в ДАГ и достига до чин майор. Стои начело на отряд в планината Радош. Умира в битка с гръцките правителствени войски след шестчасова битка.